# Еталон високогірного насадження смереки
Еталон високогірного насадження смереки — ботанічна пам'ятка природи місцевого значення. Об'єкт розташований на території Надвінянського району Івано-Франківської області, Максимецьке лісництво, квартал 31, виділ 10.
Площа — 3,1000 га, статус отриманий у 1993 році.